# スペッツァーノ・ピッコロ
スペッツァーノ・ピッコロ（伊: Spezzano Piccolo）は、イタリア共和国カラブリア州コゼンツァ県カザーリ・デル・マンコに属する分離集落（フラツィオーネ）。
かつては独立したコムーネであったが、2017年5月5日にカーゾレ・ブルーツィオ、ペダーチェ、セッラ・ペダーチェ、トレンタと合併して新自治体の一部となった。

## 地理

### 位置・広がり

#### 隣接コムーネ
コムーネとしてのスペッツァーノ・ピッコロは、以下のコムーネと隣接していた。
- カーゾレ・ブルーツィオ
- ロンゴブッコ
- ペダーチェ
- サン・ジョヴァンニ・イン・フィオーレ
- セッラ・ペダーチェ
- スペッツァーノ・デッラ・シーラ